# In the Cut
In the Cut (prt: In the Cut - Atracção Perigosa; bra: Em Carne Viva) é um filme de suspense de 2003, uma coprodução entre Estados Unidos, Reino Unido e Austrália, realizado por Jane Campion.

## Resumo
Frannie Avery (Meg Ryan) é uma professora solitária, que inicia um relacionamento com o detective James A. Malloy (Mark Ruffalo) e vive em Nova Iorque.
Malloy está a investigar um assassinato ocorrido na vizinhança de Frannie, sendo que o relacionamento de ambos aos poucos toma rumos cada vez mais sombrios.

## Elenco
- Meg Ryan — Frannie Avery
- Mark Ruffalo — Detetive Giovanni A. Malloy
- Kevin Bacon — John Graham
- Jennifer Jason Leigh - (Pauline)
- Nick Damici — Detetive Richard Rodriguez
- Sharrieff Pugh — Cornelius Web
- Nancy La Scala — Tabu
- Frank Harts — Estudante
- Zack Wegner — Estudante

## Prémios e nomeações
- Ganhou o Tripé de Ouro no Australian Cinematographers Society na categoria de:
  - Melhor Fotografia (Dion Beebe)
- Foi nomeado para a Rã de Ouro no Camerimage na categoria de:
  - Melhor Fotografia (Dion Beebe)
- Foi nomeado para o Espigão de Ouro no Valladolid International Film Festival na categoria de:
  - Melhor Realizadora (Jane Campion)